# Cipeundeuy (Bantarujeg)
Cipeundeuy is een bestuurslaag in het regentschap Majalengka van de provincie West-Java, Indonesië. Cipeundeuy telt 3086 inwoners (volkstelling 2010).